# Organização Comunista de Angola
A Organização Comunista de Angola foi um grupo de inspiração maoísta criado em Angola em 1975 , a partir dos chamados CAC - "Comités Amílcar Cabral" (uma tendência do MPLA fundada em 1974 mas que começou a ser perseguida em 1975).

## Os Comités Amílcar Cabral (CAC)
Os Comités Amílcar Cabral nasceram a partir do movimento dos estudantes da Universidade de Luanda, na sequência do 25 de abril em Portugal, e com influências que iam desde o maio de 68 francês até às emissões em português brasileiro da Radio Tirana (albanesa) ou mesmo a vinda para Angola de um militante da URML - Unidade Revolucionária Marxista-Leninista (uma organização próxima do Partido do Trabalho da Albânia). Nos primeiros meses após o 25 de abril, e até às direções dos grandes partidos (MPLA, UNITA e FNLA) se instalarem em Luanda, os CAC (adotando uma ideologia marxista-leninista/maoísta) tiveram um grande papel na mobilização política em Luanda, e a partir de certa altura deixaram de ser apenas um movimento de estudantes tendo também uma influência relevante na organização (inclusive para a auto-defesa) dos habitantes dos musseques, os bairros pobres da cidade (isto apesar da maioria dos ativistas estudantis dos CAC serem brancos).
Os CAC apoiaram "criticamente" a direcção do MPLA, de Agostinho Neto, contra a FNLA, a UNITA, a Frente de Unidade Angolana e as próprias oposições internas a Neto (como a "Revolta Activa" e a "Revolta do Leste") tendo nos primeiros tempos sido decisivos para o MPLA (cujos quadros tinham estado quase todos na guerrilha ou no estrangeiro) ganhar influência nas zonas urbanas; tal deu-lhes inicialmente alguma influência, tendo direito a um representante sem direito a voto no Comité Central do MPLA, e levando o movimento a adotar uma linha mais para a esquerda do que o inicialmente previsto (p.ex., adotando o slogan do "Poder Popular" em vez da "Democracia Nacional"). Em 1974 e 1975, os CAC organizam greves e protestos contra o Governo de Transição e contra as autoridades coloniais portuguesas, combinando reivindicações independentistas e sociais.
No entanto, à medida que Agostinho Neto consolida a sua posição, os CAC começam a ser marginalizados (sobretudo pela facção de Nito Alves, então em ascensão e próxima do Partido Comunista Português); além disso a direção do MPLA começa a acusar os CAC de estarem a querer construir "um partido dentro do partido", exigindo que os CAC entregassem uma lista dos seus ativistas que se tinham filiado no MPLA (coisa que estes não fizeram).

## A Organização Comunista de Angola
Em setembro de 1975 os CAC dissolvem-se e dão origem à OCA - Organização Comunista de Angola (inicialmente com o nome "Organização Revolucionária de Angola"), na clandestinidade. A OCA opunha-se ao governo do MPLA, ao que chamava o "social-imperialismo" soviético e defendia a retirada das tropas cubanas, tendo sido reprimida pelo poder. e perseguida pela DISA, a polícia política do novo regime.
Em 1976 os dirigentes da OCA são presos, mas cerca de cem militantes continuam ativos na clandestinidade, e editando o jornal "Revolução Popular"; em 1978 há uma nova vaga de repressão contra a OCA, em que cerca de cem militantes são presos. Em 1980, após uma greve de fome de mais de 20 dias e de uma campanha internacional (dinamizada sobretudo por sectores ligados à União Democrática Popular portuguesa), os presos ligados à OCA e aos antigos CAC são libertados.